# Estación de Saint-Rambert-d'Albon
La estación de Saint-Rambert-d'Albon es una estación ferroviaria francesa de la línea París - Marsella, situada en la comuna de Saint-Rambert-d'Albon, en el departamento de Drôme, en la región de Ródano-Alpes. Por ella transitan únicamente trenes regionales. 

## Historia
Fue inaugurada por la Compañía del Ferrocarril de Lyon al Mediterráneo el 17 de enero de 1855 con la apertura del tramo Vienne-Valence. En 1938 la compañía fue absorbida por la recién creada SNCF. Desde 1997, la misma SNCF y la RFF se reparten la explotación y propiedad de la misma.

## Situación ferroviaria
La estación se encuentra en la línea férrea París-Marsella (PK 571,729). 

## Descripción
Se compone de tres andenes y de cuatro vías. Dispone de atención comercial todos los días y de máquinas expendedoras de billetes.

## Servicios ferroviarios

### Regionales
Los TER Ródano Alpes recorren el siguiente trazado:
- Línea Lyon - Valence.